# Stephen Kay
Stephen Thomas Kay, talvolta accreditato come Stephen T. Kay (Wellington, 2 luglio 1963), è un regista, sceneggiatore e attore neozelandese.

## Biografia
È noto soprattutto per aver diretto i film Boogeyman - L'uomo nero e La vendetta di Carter con Sylvester Stallone.

## Filmografia

### Regista

#### Cinema
- Two Over Easy (1994) - cortometraggio
- L'ultima volta che mi sono suicidato (The Last Time I Committed Suicide) (1997)
- La vendetta di Carter (Get Carter) (2000)
- Boogeyman - L'uomo nero (Boogeyman) (2005)
- The Hunt for the BTK Killer (2005)
- Cell 213 - La dannazione (Cell 213) (2011)

#### Televisione
- Il mistero dell'anello (The Dead Will Tell) (2004)
- The Commuters (2005)
- Saved – serie TV, episodi 1x5-1x7-1x11 (2006)
- Dirt – serie TV, episodi 2x2 (2008)
- The Shield – serie TV, 6 episodi (2004-2008)
- Life on Mars – serie TV, episodi 1x13 (2009)
- Friday Night Lights – serie TV, episodi 1x10-1x15-4x7 (2006-2009)
- Sons of Anarchy – serie TV, 7 episodi (2008-2010)
- My Generation – serie TV, episodi 1x6 (2010)
- The Craigslist Killer (2011)
- Those Who Kill – serie TV, episodi 1x9 (2014)
- Covert Affairs – serie TV, 15 episodi (2011-2014)
- The Lizzie Borden Chronicles – serie TV, episodi 1x1-1x2 (2015)
- Quantico – serie TV, episodi 1x2-1x9 (2015)
- Harley and the Davidsons – serie TV, episodi 1x2 (2016)
- Wisdom of the Crowd - Nella rete del crimine (Wisdom of the Crowd) – serie TV, episodi 1x6 (2017)
- Taken – serie TV, episodi 2x2 (2018)
- Yellowstone – serie TV, 15 episodi (2019-2022)
- Mayor of Kingstown – serie TV, 8 episodi (2022-2023)
- Lioness (Special Ops: Lioness) – serie TV, episodi 2x05-2x06-2x07 (2024)
- Landman – serie TV (2024)

### Regista e sceneggiatore

#### Cinema
- Two Over Easy (1994) - cortometraggio
- L'ultima volta che mi sono suicidato (The Last Time I Committed Suicide) (1997)

### Sceneggiatore

#### Televisione
- Il caso di Lizzie Borden (Lizzie Borden Took an Ax), regia di Nick Gomez (2014)
- Il caso Novack (Beautiful & Twisted), regia di Christopher Zalla (2015)
- Faith Under Fire, regia di Vondie Curtis-Hall (2018)

### Sceneggiatore produttore e attore

#### Cinema
- Gli infiltrati (The Mod Squad), regia di Scott Silver (1999)

### Produttore

#### Cinema
- The Haunting of Molly Hartley, regia di Mickey Liddell (2008)

### Regista e produttore

#### Cinema
- Isolation (2011)

#### Televisione
- Giustizia per Natalee (Justice for Natalee Holloway) (2011)
- Covert Affairs – serie TV, 38 episodi (2011-2014)
- L'assassina dagli occhi blu (Blue-Eyed Butcher) (2012)
- Quantico – serie TV, 6 episodi (2015)

### Regista e attore
- Wasted (2002)

### Attore

#### Cinema
- The Zero Boys, regia di Nico Mastorakis (1986)
- Arma letale 3 (Lethal Weapon 3), regia di Richard Donner (1992)
- Angel 4: Undercover, regia di Richard Schenkman (1994)
- October 22: una storia di ordinaria follia (October 22), regia di Richard Schenkman (1998)
- Angel Eyes - Occhi d'angelo (Angel Eyes), regia di Luis Mandoki (2001)

#### Televisione
- In famiglia e con gli amici (Thirtysomething) – serie TV, episodi 3x22 (1990)
- In viaggio nel tempo (Quantum Leap) – serie TV, episodi 4x5 (1991)
- ...e vissero infelici per sempre (Unhappily Ever After) – serie TV, episodi 1x5 (1995)
- La signora in giallo (Murder, She Wrote) – serie TV, episodi 9x18-12x17 (1993-1996)
- The Home Court – serie TV, episodi 1x19 (1996)
- Deadly Games – serie TV, 13 episodi (1995-1997)
- Cinque in famiglia (Party of Five) – serie TV, episodi 4x5 (1997)
- General Hospital – serial TV, 31 puntate (1998-2003)